# Cuscuta xanthochortos
Cuscuta xanthochortos là một loài thực vật có hoa trong họ Bìm bìm. Loài này được Mart. mô tả khoa học đầu tiên năm 1859.